# Edoardo Calandra
Edoardo Calandra, född 11 september 1852 och död 28 oktober 1911, var en italiensk författare.

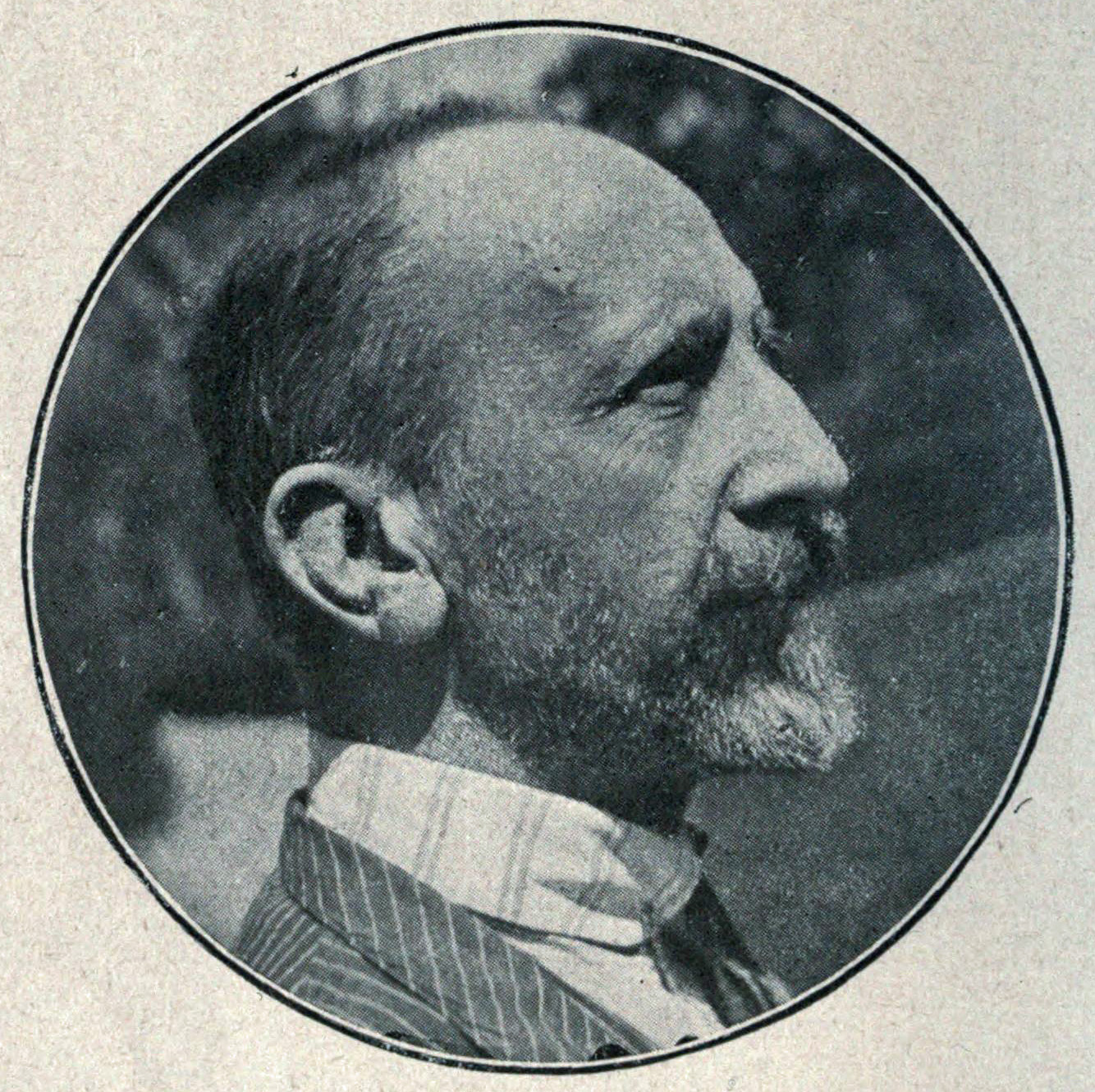
Edoardo Calandra

Calandra skildrade i sina romaner Piemonte under Viktor Emanuel II och under franska revolutionen med en förälsaka längtan till denna tid och dess seder. Hans förnämsta arbeten är: Vecchio Piemonte, La bufera, La falce, A guerra aperta och Juliette.